# Mesquita Ibn Ruschd-Goethe
La mesquita Ibn Rushd-Goethe  és la primera mesquita que es descriu com a liberal a Berlín. Va ser inaugurada al juny de 2017 i porta el nom del polític erudit medieval andalús-àrab Ibn Rushd i de l'escriptor i estadista alemany Johann Wolfgang von Goethe. La mesquita va ser fundada per Seyran Ateş, una advocada alemanya i feminista d'ascendència kurdo-turca. La mesquita es caracteritza per ser liberal; prohibeix cobrir-se la cara, permet que dones i homes resantn junts, i accepta fidels LGBT.

## Antecedents
La mesquita està oberta a sunnitas, xiïtes i altres musulmans. No es permet el vel integral com els burcas o nicabs. Els homes i les dones resen junts i les dones no estan obligades a usar hijab (mocador islàmic). A més, els musulmans gais i lesbianes poden entrar a la mesquita a resar. És la primera mesquita d'aquest tipus a Alemanya i una de les primeres en Europa i arreu del món.
La fundadora, Seyran Ateş, va dir: "Necessitem una històrica i crítica exegesi del Alcorà" i "Una escriptura del segle VII no pot ni ha de prendre's literalment. Defensem una lectura de l'Alcorà que està orientada a la misericòrdia, l'amor de Déu i sobretot a la pau". La mesquita és un "lloc per a totes aquelles persones que no compleixen amb les normes i regulacions dels musulmans conservadors".

## Història
La mesquita va ser fundada per l'advocada i feminista alemanya d'ascendència turca/kurda el 16 de juny de 2017. Ates va dir a la revista de notícies Der Spiegel que "ningú podrà entrar amb un vel niqab o burqa". Això per raons de seguretat i també creiem que els vels complets no tenen res a veure amb la religió, sinó que són una declaració política ". Va dir també als periodistes que es va inspirar en Wolfgang Schäuble, el Ministre de Finances d'Alemanya, qui li va dir que els musulmans liberals haurien d'unir-se.
Després que Ateş obrís la mesquita a Berlín, la policia la va començar a protegir contínuament, ja que va rebre nombroses amenaces de mort.

## Reaccions
Els mitjans de comunicació turcs van mostrar la mesquita Rushd-Goethe com a part del moviment de Gülen. Aquesta afirmació va ser negada per Ercan Karakoyun qui és el president de la fundació Stiftung Dialog und Bildung, afiliada al moviment Gülen a Alemanya. Així mateix, la declaració havia estat negat per la pròpia mesquita. En general hi ha un to agressiu contra la mesquita a Turquia. a institució de la fàtua an Egipte, una potència en el món islàmic, va qualificar a la mesquita com un atac a l'islam. Havia estat declarada una fàtua contra la mesquita.
Després de les amenaces massives, els fundadors de la mesquita van criticar la immensa intimidació que enfrontaven els musulmans liberals. Van demanar tolerància i respecte respecte a la seva interpretació de l'Alcorà. Tanmateix, la seguretat personal per a la fundadora Seyran Ateş va haver d'augmentar-se significativament després de l'avaluació de la Oficina de Policia Criminal de l'Estat de Berlín, augmentant així el número de guardaespatlles. Segons Seyran Ateş, va rebre prop d'un centenar d'amenaces de mort des de l'obertura de la mesquita.
L'autoritat religiosa turca i el Consell egipci de Fàtua en la Universitat de Al-Azhar van condemnar el seu projecte i va rebre amenaces de mort de part d'ells. La fatwa abarcó todas las mezquitas liberales presentes y futuras.
La universitat Al-Azhar s'oposa a la reforma liberal de l'islam i va emetre una fàtua contra la mesquita liberal Ibn Rushd-Goethe a Berlín perquè va prohibir els vels que cobreixen la cara com el burqa i el niqab en les seves instal·lacions, mentre que permet que dones i homes orin junts i accepta als homosexuals.